# Máxima (cómic)
Máxima es un personaje ficticio de cómic del editorial DC Comics. En su encarnación original, se trataba de una reina con ambigüedades morales proveniente del planeta Almerac, y conocida por buscar pareja entre la población masculina sobrehumana de la Tierra para que se casen con ella y se conviertan en su rey. Máxima se obsesionó por un tiempo con Superman. También ha trabajado como superheroína y miembro de la Liga de la Justicia. En encarnaciones más recientes, ha sido reintroducida como una princesa de Almerac más joven y aliada de Supergirl. A diferencia de su versión previa, es gay y sufre al tener que seguir las tradiciones de Almerac según las cuales debe continuar la línea real y encontrar una pareja varón.
Fuera de los cómics, Maxima ha aparecido en las series de acción real Smallville y Supergirl, interpretadas respectivamente por Charlotte Sullivan y Eve Torres Gracie.

## Historial de publicación
La primera aparición de Máxima fue en Action Comics #645 (septiembre de 1989). Fue creada por el guionista Roger Stern y el dibujante George Pérez.

## Biografía ficticia

### Poscrisis
Tras la historia de Crisis on Infinite Earths, Máxima, la primogénita de la familia real del planeta Almerac, llegó a la Tierra en busca de una pareja adecuada para engendrar a su heredero, dejando atrás a Ultraa, su prometido. La primera aparición de Máxima en Metrópolis no se trató en realidad de ella en persona, sino un simulacro suyo traído a la Tierra por su sierva Sazu, quien se responsabilizó de convencer a Superman de que fuera su pareja. Tal simulacro fue destruido y Sazu fue encarcelada. La verdadera Máxima apareció entonces para liberar a Sazu y se encontró cara a cara con Superman. Afirmó que Superman y ella eran genéticamente compatibles, de manera que ella podía «darle lo que ninguna mujer de la Tierra podría: hijos». Superman, sin embargo, rechazó su oferta, respondiéndole que no deseaba engendrar déspotas.
Posteriormente, Máxima se alió a regañadientes con Brainiac, quien había destruido Almerac con el planeta artificial Warworld. Máxima se volvió en contra de él y ayudó a los héroes de la Tierra a derrotarlo, uniéndose subsecuentemente por sus propios motivos a una Liga de la Justicia reformada. Cuando la Liga le ayudó a salvar a Almerac de manos de Starbreaker, el consejo gobernante del planeta la exilió. Como miembro de la Liga, participó en la batalla contra Doomsday, y cuando esta versión de Liga fue disuelta, se hizo miembro del equipo Extreme Justice del Capitán Átomo. Consideró al Capitán Átomo como una pareja potencial, pero éste no estaba interesado. Durante este período de coqueteo con el Capitán Átomo, el abandonado Ultraa lo atacó enfurecido. Máxima finalmente detuvo la pelea y envió a Ultraa de vuelta a Almerac. Posteriormente tuvo una breve aventura con otro compañero de equipo, Amazing-Man, romance que duró hasta que el equipo fue disuelto. Mientras era parte de Extreme Justice, se unió a otros héroes en un viaje al mismísimo infierno, creyendo erróneamente que Superman estaba atrapado allí. En la batalla, Maxima cayó y se perdió en uno de los «nueve anillos». Pudo regresar a la Tierra cuando Neron, el actual gobernante del Infierno, fue derrotado.
Máxima se le ofreció sexualmente a Superman una vez más, con la esperanza de que sus recientes buenas acciones compensaran su previa crueldad. Superman, para entonces casado con Lois Lane, se mostró aún menos interesado que antes en tal propuesta. Enojada y humillada, se unió al Superman Revenge Squad, jurando que Superman la había rechazado y humillado por última vez, y amenazó con que la próxima vez que se encontraran, sería ciertamente una guerra.
En su siguiente aparición, durante la preparación para el crossover «Our worlds at war», Maxima y el «Pueblo elegido de Almerac», como lo llamó, aparecieron en el sistema solar terrestre, donde se encontraron con Superman y el también miembro de la Liga, Linterna Verde. Superman y Linterna Verde apenas comenzaban a investigar la inquietante desaparición de Plutón y el aún más angustioso rastro de motor de iones asociado con el planeta artificial Warworld, cuando se encontraron con Máxima, su pueblo y el supervillano Massacre.
Tras una batalla llena de su orgullo herido, Máxima finalmente se rindió cuando apareció la cita de Almerac usando un Boom Tube. Explicó que estaba guiando a su pueblo a un sitio seguro alejado de Imperiex, el supervillano que había conquistado su mundo. Massacre había parecido haber muerto, pero de alguna manera Máxima se encontró con él y describió su pacto con estas palabras:«Masacre ahora me sirve solo a mí». Para salvar a su pueblo, se alió con Grayven, el hijo de Darkseid, quien les guiaba a regiones desconocidas, sin que Darkseid lo supiera. Máxima dejó a Superman con las siguientes palabras: «Recuerda mis palabras. Cuando Imperiex venga por tu precioso mundo, vas a ver alianzas con que nunca habrías imaginado».
Todas estas advertencias de Maxima finalmente se hicieron realidad cuando ella y muchísimos otros personajes (tanto héroes como villanos) formaron alianzas con la Tierra y Apokolips en un esfuerzo por destruir a Imperiex.
Máxima finalmente encontró la muerte en un esfuerzo heroico en el que atravesó su nave entre los rayos destructivos del Warworld de Brainiac 13, que habrían producido la destrucción del universo entero, haciendo las paces con Superman a pesar de su animosidad por sus constantes rechazos.

### The New 52
En 2011, The New 52 reinició el Universo DC. Una Máxima más joven y modernizada fue presentada brevemente en Supergirl # 36 como miembro distinguido de la Crucible Academy, una organización intergaláctica que entrena a los mejores especímenes de algunos planetas para que se conviertan en sus protectores. Máxima pasa los siguientes números haciéndose amiga de Kara antes de revelar finalmente en el número 40 que se siente atraída emocional y sexualmente hacia ella. La homosexualidad de Máxima y las exigencias de su cultura de que encuentre una pareja heterosexual con quien tener hijos fueron el motivo por el cual abandonó su mundo natal. Se revela, además, que «Máxima» es un título y no simplemente un nombre.

### DC: Renacimiento

#### Superwoman
En DC: Renacimiento, una mujer mayor que se parece tanto en apariencia como en personalidad a la versión más tradicional del personaje previo a Flashpoint apareció brevemente como villana y usurpó el título. Esta versión era una ex soldado almeraciana al servicio de la madre de la Máxima verdadera que estaba decepcionada con la renuencia de ésta a encontrar una pareja varón debido a su homosexualidad. Creyéndola indigna del título de Máxima y de su herencia real, la usurpadora secuestró a la joven e intentó suplantarla. La impostora fue derrotada y encarcelada finalmente gracias al poder combinado de Supergirl, Superwoman y la verdadera Máxima.

## Personalidad y motivaciones
En general, Máxima era mostrada de maneras diferentes según el guionista de turno. En sus apariciones en los varios títulos de Superman, Máxima era generalmente mostrada como una mujer altiva y superficial movida solo por motivaciones egoístas, sin ninguna profundidad real como personaje. En contraste, en sus apariciones en las series Extreme Justice y Steel, Máxima era mostrada como una mujer con el sentido del honor de un guerrero y un fuerte semblante de noble orgullo que tenía sus momentos humorísticos respecto a otros personajes. Esto se hizo evidente durante Extreme Justice #10 y #11, en los que Máxima fue la encargada de organizar la despedida de soltera de la prometida del Capitán Átomo, Plastique, llevando un elegante vestido de «alfombra roja» mientras todas las demás invitadas vestían jeans para el evento que se llevó a cabo en el área de fiestas de un humilde restaurante de comida Tex-Mex. Eventos similares aparecen en números posteriores de tal serie, donde se muestra notablemente incómoda al ver a los miembros recién incorporados, Zan y Jayna, atiborrándose de comida chatarra en el área de comidas de un centro comercial.

## Poderes y habilidades
Como vástaga de sangre real de Almerac, Máxima domina una amplia gama de poderes psiónicos inmensos que son producto de cruza selectiva y de años de terapia genética, y que puede utilizar en una variedad de formas. En su primer encuentro cara a cara con Superman, demostró un alto nivel de poderes psiónicos, tales como psicoquinesis o control mental aparentemente hipnótico. Máxima puede usar sus poderes psiónicos para dotarse a sí misma de fuerza sobrehumana, la suficiente para mostrarse como oponente capaz en el combate cuerpo a cuerpo contra un Superman resucitado o para poder defenderse contra el aún más fuerte Doomsday. Máxima puede aumentar su fuerza a un nivel ilimitado, lo que la empuja más allá de los de su nivel. También tiene una resistencia aumentada, además de tener tal nivel de velocidad sobrehumana que podría fácilmente moverse más rápido que la velocidad de la luz y ha demostrado ser capaz de mantener el ritmo de velocistas como Flash. Gracias a una hábil aplicación de sus poderes psiónicos, Maxima ha emitido poderosos rayos ópticos que pueden herir gravemente incluso a Superman, noquear a Orión con un solo rayo y crear campos de fuerza casi infranqueables. También es capaz de teletransportarse a sí misma y a otros a lo largo de grandes distancias, incluso desde otros mundos, lo que demostró al traer a su consejera Sazu a la Tierra desde un mundo prisión. En la primera batalla con Doomsday en The Adventures of Superman #498, Máxima es la única en tal encarnación de la Liga de la Justicia, además de Superman, que logró realmente lastimar y resistir los golpes de Doomsday. Sus varias habilidades y poderes la convierten en una amenaza potencial para la Liga de la Justicia entera.

## Otras versiones
Una historia alternativa en la que Superman se casa con Máxima tras la muerte de Lois fue presentada como una historia de Elseworlds que hizo parte del crossover Armageddon 2001 en el que Waverider miraba posibles futuros de personajes de DC. En este escenario, Superman aparece abrumado por el duelo por la muerte de su esposa Lois Lane, cuando su hijo por nacer le causa la muerte por hemorragia interna al patearla en su útero. Aparentemente, incluso un niño mitad kryptoniano era demasiado para una mujer normal terrestre. Culpándose a sí mismo y lleno de dolor, Superman se exilia de la Tierra una vez más y se prepara a morir en el espacio cuando se encuentra con uno de los muchos enemigos de Almerac. Es salvado por Máxima, quien para entonces está comprometida a la fuerza con el cyborg Krenon De'Cine. Siguiendo el consejo de su doncella Sazu, Máxima finge tener más tacto y ser «agradable» para ganarse el corazón de Superman, pero en el proceso, realmente se enamora de él. Al final, abandonan juntos la Tierra para siempre para protegerla de una posible represalia por parte del Imperio Krenon tras la muerte de De'Cine. Al marcharse, Máxima comenta qué buenos hijos tendrán.

## En otros medios

### Televisión
- Un personaje similar a Máxima llamado Neila, apareció en los episodios de Superboy «Neila» y «Neila and the Beast», interpretado por Christine Moore. En ambas apariciones en la serie, Neila demostró una amplia gama de poderes sobrehumanos, entre ellos fuerza, velocidad, invulnerabilidad y vuelo sobrehumanos (todos los cuales eran por lo menos iguales a los de Superboy), así como generación y manipulación pirocinética, teletransportación (si bien nunca se reveló si ésta se trataba de un poder de Neila o si se lograba mediante el uso de tecnología alienígena), y poderes menores de cambio de forma que le permitían alterar su peinado y el color de su cabello. En «Neila», la princesa Neila llega a la Tierra y desafía a Superboy a una pelea para poner a prueba su valía como posible esposo, afirmando que su pueblo es débil y que ella desea un hombre fuerte. Luchan hasta un empate, pero Superboy la rechaza debido al compromiso que tiene con la Tierra y a su arrogancia al menospreciar a la gente común. Cuando Neila nota los sentimientos entre Superboy y Lana Lang, se disfraza como una mujer común y corriente y se encuentra con Lana para aprender más sobre ella, pero finalmente pierde la paciencia e intenta asesinarla antes de que llegue Superboy. Cuando Lana demuestra estar dispuesta a sacrificarse para que Superboy no tenga que contenerse, Neila se siente conmovida y admite que había subestimado la fuerza de la gente del común, y luego regresa a su planeta natal. En «Neila and the Beast», regresa a la Tierra a pedir la ayuda de Superboy pues rebeldes en su planeta natal han asesinado a la familia real y la persiguen con armas que pueden dañar a gente como ellos. También está siendo perseguida por una criatura parecida al Sasquatch cuya fuerza rivaliza con la de ellos. Tras luchar contra la criatura varias veces, Superboy se entera de que la criatura es de hecho un extraterrestre incorpóreo que habita en cadáveres. Se había enamorado de Neila y solo quería ganar su amor por medio de la fuerza y la ferocidad. Neila tiene una cita con un hombre aparentemente común, pero resulta ser uno de los asesinos rebeldes, que intenta matarla. Superboy y la criatura intervienen y la criatura mata al asesino, pero su cuerpo queda irreparablemente dañado. Superboy convence al extraterrestre para que habite el cuerpo del asesino y Neila se enamora de él.

- Maxima apareció en el episodio «Warrior Queen» de Superman: la serie animada, interpretada por Sharon Lawrence. Su apariencia mantiene sus colores originales de los cómics. Su personalidad parece más caprichosa. De sus innumerables poderes, solo quedaron su fuerza y durabilidad, y también se le vio capaz de manipular el metal (al convertir una pieza de metal en una espada y también hacer una viga de acero que Superman usó para atarla), desaparecer y abrir portales de teletransportación con un brazalete de alta tecnología. De'Cine (interpretado por Miguel Ferrer) también fue cambiado de ser un cyborg alienígena a ser el cortesano almeraciano de Máxima. Persigue a Superman como posible pareja, llevando al Hombre de Acero a su planeta, donde, mientras se prepara para casarse con él, Superman le dice que «una pareja no es algo que se toma a la fuerza, sino una persona que se conquista y se ama». Maxima no parece impresionada y literalmente arrastra a Superman a su planeta, solo para encontrarse depuesta, en gran medida debido a que los habitantes de Almerac creen que está absorta en sí misma y que descuida sus responsabilidades de liderazgo. Superman también ayuda a controlar la actitud caprichosa de Máxima al enseñarle el consentimiento de los gobernados en que, como Reina de Almerac, existe para servir a la gente de Almerac, y no a la inversa. Superman ayuda a Máxima a recuperar su trono y ésta le permite regresar a casa. Cualquier decepción que sintiera se ve disipada rápidamente con la repentina llegada del destructivamente pendenciero cazarrecompensas Lobo, a quien juzga con vertiginoso deleite como un sustituto adecuado para cortejar a su propia manera violenta.
- Máxima aparece en el episodio «Instinct» de la octava temporada de Smallville, interpretada por Charlotte Sullivan. A diferencia de su contraparte de los cómics, no mostraba telequinesis. Mostraba fuerza sobrehumana, velocidad, invulnerabilidad, control mental, un beso tóxico y poderes empáticos. Llega a la Tierra en busca de una pareja kryptoniana después de que su planeta natal de Almerac recibe una señal que se originó a partir de un artefacto kryptoniano. Sin saber quién envió la señal, comienza a besar a extraños al azar. Sus besos hacen que la frecuencia cardíaca se dispare, matando a los humanos, pero la fisiología kryptoniana de Clark Kent solo responde con excitación. Tras una confrontación violenta, afirma que puede sentir el amor entre Clark y Lois Lane, pero Maxima cree que ella y Clark son «almas gemelas» y se niega a rendirse hasta que Clark activa su brazalete de teletransportación para enviarla a casa.[16]
- Máxima aparece en el episodio de Supergirl «Myriad», interpretada por Eve Torres Gracie. Aparece como la Reina de Almerac que una vez vino a la Tierra para convertir a Superman en su pareja. Máxima se vio frustrada en ese plan y fue encarcelada en la sede de la D.E.O. Algún tiempo después, Máxima intenta escapar con la ayuda de los agentes de D.E.O., entre ellos Lucy Lane (bajo la influencia de Myriad), antes de que Supergirl logre detenerla.[17]

### Películas
Máxima apareció en la película animada DC Super Hero Girls: Intergalactic Games, pero sin diálogos. Aparece como estudiante de la Academia Korugar haciendo parte en los Juegos Intergalácticos.

### Series web
Máxima debutó en el episodio de DC Super Hero Girls «Tamaranean Dance Club Parte 1». Aparece con el resto de la Academia Korugar.